# Dow Jones Cyprus Titans Index
Der Dow Jones Cyprus Titans Index ist ein Aktienindex der Firma Dow Jones (Mittlerweile ein joint Venture mit S&P global) und soll die 10 größten und liquidesten Titel der Börse von Zypern abbilden.

## Geschichte
Der Index wurde im Jahr 2007 aufgelegt und wird jährlich im März überprüft. Er folgt der Dow Jones Country Titans-Methodik. Die Aktien werden nach ihrer um Streubesitz bereinigten Marktkapitalisierung und ihrem durchschnittlichen Handelsvolumen ausgewählt. Tägliche historische Indexwerte sind ab dem 31. Dezember 2006 verfügbar.